# Долгов, Игорь Алексеевич
Игорь Алексеевич Долгов (укр. Ігор Олексійович Долгов; род. 6 июня 1957, Славута, Хмельницкая область, Украинская ССР, СССР) — украинский дипломат.
Чрезвычайный и Полномочный Посол Украины в Бельгии (2010—2015), Люксембурге по совместительству (2010—2015). Глава Миссии Украины при НАТО по совместительству (2010—2015). Заместитель министра обороны Украины по вопросам европейской интеграции (2015—2017). Чрезвычайный и Полномочный посол Украины в Грузии (2017—2022).

## Образование
В 1980 году окончил отделение русского языка как иностранного филологического факультета Киевского государственного университета имени Тараса Шевченко. Кандидат филологических наук (1984).

## Карьера
В 1980—1992 годах — преподаватель кафедры русского языка как иностранного филологического факультета Киевского государственного университета.
В 1987—1991 годах — работал лектором в Университете Тампере, Финляндия.
С марта 1992 по 1994 год — первый секретарь, советник отдела прессы и информации, советник-помощник министра иностранных дел.
В 1994—1997 годах — советник, советник-посланник Посольства Украины в Финляндской Республике.
С октября 1997 по декабрь 2000 года — заместитель начальника управления политического анализа и планирования МИД Украины.
С декабря 2000 по сентябрь 2001 года — заместитель руководителя Главного управления по вопросам внешней политики Администрации Президента Украины.
С сентября 2001 по апрель 2002 года — директор Департамента по вопросам политики и безопасности МИД Украины.
С декабря 2001 года — спикер МИД Украины.
С 25 января 2002 по 30 августа 2004 года — Чрезвычайный и Полномочный Посол Украины в Турецкой Республике.
С 25 июля 2004 по 9 декабря 2005 года — заместитель министра иностранных дел Украины.
С 9 декабря 2005 по 4 апреля 2008 года — Чрезвычайный и Полномочный Посол Украины в Федеративной Республике Германия.
В 2008—2009 годах — руководитель Службы внешней политики Секретариата Президента Украины.
С 2009 по июнь 2010 года — Посол по особым поручениям Министерства иностранных дел Украины.
С 29 июня 2010 по 29 мая 2015 года — Чрезвычайный и Полномочный Посол Украины в Королевстве Бельгия.
С 22 июля 2010 по 29 мая 2015 года — Глава Миссии Украины при НАТО по совместительству.
С 20 декабря 2010 по 29 мая 2015 года — Чрезвычайный и Полномочный Посол Украины в Великом Герцогстве Люксембург по совместительству.
С 14 мая 2015 по 1 февраля 2017 года — заместитель министра обороны Украины по вопросам европейской интеграции.
С 3 февраля 2017 по 24 июня 2022 года — Чрезвычайный и Полномочный посол Украины в Грузии.

## Личная жизнь
Женат, есть дочь.

## Знание языков
Владеет русским, английским, французским и польским языками.

## Дипломатический ранг
- Чрезвычайный и Полномочный Посол (31 декабря 2004)[18]